# Group Home
Group Home es un dúo de hip hop formado por los raperos Lil' Dap y Melachi The Nutcracker. Eran miembros de la Gang Starr Foundation, un colectivo de raperos iniciado por Gang Starr, junto a Afu Ra, Bahamadia, Big Shug y Jeru The Damaja. Lil' Dap hizo su debut en 1992 en el clásico álbum Daily Operation de Gang Starr, en la canción "I'm The Man". El grupo, además, apareció en los temas "Speak Ya Clout" y "Words From The Nutcracker" del criticalmente aclamado álbum Hard To Earn de Gang Starr. En 1995, lanzaron su álbum debut Livin' Proof, siendo muy bien recibido por los críticos, principalmente por el avanzado trabajo de producción de DJ Premier.
Su segundo álbum fue lanzado en 1999, titulado A Tear For The Ghetto, pero esta vez, solo con una canción producida por DJ Premier, ya que estos cortaron su relación. Según Premier, Group Home mordió la mano que les dio de comer y que solo produjo la canción "The Legacy" porque Guru (de Gang Starr) participaría en ella, pero que actualmente estaban bien y no tenían problemas entre ellos. 
Desde entonces no se escuchó mucho del grupo.
Durante estos años Lil' Dap ha grabado algunas colaboraciones y sencillos. En 2008 colaboró para el álbum Main Source de Large Professor, con la canción "Dap", para luego ese mismo año lanzar su álbum debut en solitario titulado I.A.DAP a través del sello discográfico Babygrande.
En 2008 también, apareció un álbum lanzado a través del sello Lastrum Japan, titulado Where Back, pero del que no se tiene mucha información.